# 南建州 (海南)
南建州是中国古代的州。
元文宗天历二年（1329年），升定安县置南建州，治今海南定安县。属乾宁军民宣抚司（后改乾宁安抚司）。明太祖洪武元年（1368年）废除南建州，复为定安县。